# پایگاه هوایی نیروی دریایی نوردهولتز
 پایگاه هوایی نیروی دریایی نوردهولتز (به انگلیسی: Nordholz Naval Airbase) (به زبان بومی: Flugplatz Nordholz) یک فرودگاه نظامی است که یک باند فرود بتن دارد و طول باند آن ۲۴۳۹ متر است. این فرودگاه در کشور آلمان قرار دارد و در ارتفاع ۲۳ متری از سطح دریا واقع شده است.